# إيفانسفيل
إيفانسفيل هي أكبر مدينه في جنوب إنديانا. تبعد عن ناشفل تنسي بـ 3 ساعات وعن شيكاغو بـ 6 ساعات. بها جامعتين رئيسيتين هما جامعة إيفانزفل وجامعة جنوب إنديانا. الأولى خاصه وجديه بالتعليم. أما الأخرى فهي جيده وحكوميه.
لا تعتبر من المدن ذات الطبقة المرتفعه فهي ليست بالغاليه.
يمر فيها نهر الأوهايو وبها مطار إيفانزفل المحلي.
جوها بارد جدا شتاء وقد تصادف من يوم إلى شهر من الثلوج الكثيفه. أما في الصيف فالجو دافئ وجميل جداً والأشجار في كل مكان والطبيعة الجميلة.
تضاريسها مسطحه جداً.

## التركيبة السكانية
حدّد مكتب تعداد الولايات المتحدة بيانات التركيبة السكانية لإيفانسفيل في تعداد الولايات المتحدة. في ما يلي، التركيبة السكانية حسب تعدادي 2000 و2010.

### تعداد عام 2000
بلغ عدد سكان إيفانسفيل 121,582 نسمة بحسب تعداد عام 2000، وبلغ عدد الأسر 52,273 أسرة وعدد العائلات 30,512 عائلة مقيمة في المدينة. في حين سجلت الكثافة السكانية 981.8 نسمة لكل كيلومتر مربع (2,542.9/ميل2). وبلغ عدد الوحدات السكنية 57,065 وحدة بمتوسط كثافة قدره 460.8 لكل كيلومتر مربع (1,193.5/ميل2).
وتوزع التركيب العرقي للمدينة بنسبة 86.24% من البيض و10.92% من الأمريكيين الأفارقة و0.21% من الأمريكيين الأصليين و0.72% من الأمريكيين ذوي الأصول الآسيوية و0.05% من سكان جزر المحيط الهادئ و0.49% من الأعراق الأخرى و1.37% من عرقين مختلطين أو أكثر و1.14% من الهسبانيون أو اللاتينيون من أي عرق.
بلغ عدد الأسر 52,273 أسرة كانت نسبة 29.4% منها لديها أطفال تحت سن الثامنة عشر تعيش معهم، وبلغت نسبة الأزواج القاطنين مع بعضهم البعض 40.8% من أصل المجموع الكلي للأسر، ونسبة 13.7% من الأسر كان لديها معيلات من الإناث دون وجود شريك، بينما كانت نسبة 3.9% من الأسر لديها معيلون من الذكور دون وجود شريكة وكانت نسبة 41.6% من غير العائلات. تألفت نسبة 35.1% من أصل جميع الأسر من عدة أفراد يعيشون في نفس المنزل ونسبة 13.5% كانت تتألف من شخص يعيش بمفرده يبلغ من العمر 65 عاماً أو أكثر. وبلغ متوسط حجم الأسرة المعيشية 2.24، أما متوسط حجم العائلات فبلغ 2.90.
بلغ العمر الوسطي للسكان 36.5 عاماً. وكانت نسبة 22.6% من القاطنين تحت سن الثامنة عشر، وكانت نسبة 10.1% بين الثامنة عشر والرابعة والعشرين عاماً، ونسبة 28% كانت واقعةً في الفئة العمرية ما بين الخامسة والعشرين والرابعة والأربعين عاماً، ونسبة 20.6% كانت ما بين الخامسة والأربعين والرابعة والستين، ونسبة 14.8% كانت ضمن فئة الخامسة والستين عاماً فما فوق. يوجد لكل 100 أنثى 89.4 ذكر، ويوجد لكل 100 أنثى في الثامنة عشر من عمرها فما فوق 85.7 ذكر.
بلغ متوسط دخل الأسرة في المدينة 31,963 دولارًا، أما متوسط دخل العائلة فبلغ 41,091 دولارًا. وكان متوسط دخل الذكور 30,922 دولارًا مقابل 21,776 دولارًا للإناث. وسجل دخل الفرد الخاص بالمدينة 18,388 دولارًا. وكانت نسبة 10.1% من العائلات ونسبة 13.7% من السكان تحت خط الفقر، وكان من هؤلاء نسبة 19.2% تحت سن الثامنة عشر ونسبة 8.4% في الخامسة والستين من العمر وما فوق.

### تعداد عام 2010
بلغ عدد سكان إيفانسفيل 117,429 نسمة بحسب تعداد عام 2010، وبلغ عدد الأسر 50,588 أسرة وعدد العائلات 28,085 عائلة مقيمة في المدينة. في حين سجلت الكثافة السكانية 948.3 نسمة لكل كيلومتر مربع (2,456.1/ميل2). وبلغ عدد الوحدات السكنية 57,799 وحدة بمتوسط كثافة قدره 466.8 لكل كيلومتر مربع (1,209.0/ميل2).
وتوزع التركيب العرقي للمدينة بنسبة 81.98% من البيض و12.57% من الأمريكيين الأفارقة و0.27% من الأمريكيين الأصليين و0.99% من الأمريكيين ذوي الأصول الآسيوية و0.07% من سكان جزر المحيط الهادئ و1.30% من الأعراق الأخرى و2.83% من عرقين مختلطين أو أكثر و2.57% من الهسبانيون أو اللاتينيون من أي عرق.
بلغ عدد الأسر 50,588 أسرة كانت نسبة 27.6% منها لديها أطفال تحت سن الثامنة عشر تعيش معهم، وبلغت نسبة الأزواج القاطنين مع بعضهم البعض 34.8% من أصل المجموع الكلي للأسر، ونسبة 15.6% من الأسر كان لديها معيلات من الإناث دون وجود شريك، بينما كانت نسبة 5.2% من الأسر لديها معيلون من الذكور دون وجود شريكة وكانت نسبة 44.5% من غير العائلات. تألفت نسبة 36.5% من أصل جميع الأسر من عدة أفراد يعيشون في نفس المنزل ونسبة 11.8% كانت تتألف من شخص يعيش بمفرده يبلغ من العمر 65 عاماً أو أكثر. وبلغ متوسط حجم الأسرة المعيشية 2.23، أما متوسط حجم العائلات فبلغ 2.91.
بلغ العمر الوسطي للسكان 36.5 عاماً. وكانت نسبة 22.1% من القاطنين تحت سن الثامنة عشر، وكانت نسبة 11.6% بين الثامنة عشر والرابعة والعشرين عاماً، ونسبة 26.1% كانت واقعةً في الفئة العمرية ما بين الخامسة والعشرين والرابعة والأربعين عاماً، ونسبة 25.9% كانت ما بين الخامسة والأربعين والرابعة والستين، ونسبة 14.4% كانت ضمن فئة الخامسة والستين عاماً فما فوق. وتوزع التركيب الجنسي للسكان بنسبة 48.1% ذكور و51.9% إناث.

## توأمة
لإيفانسفيل اتفاقيات توأمة مع:
- أوسنابروك (11 مايو 1991 - )

## أعلام
- هارولد براون
- رون غلاس
- بوب هاميلتون
- ديلان مينيت
- جورج ك. دينتون
- آرت سبولسترا
- أفري بروكس
- لويز دريسر
- جون لو
- ليلي كينغ